# Heilig Dreikönig (Burk)

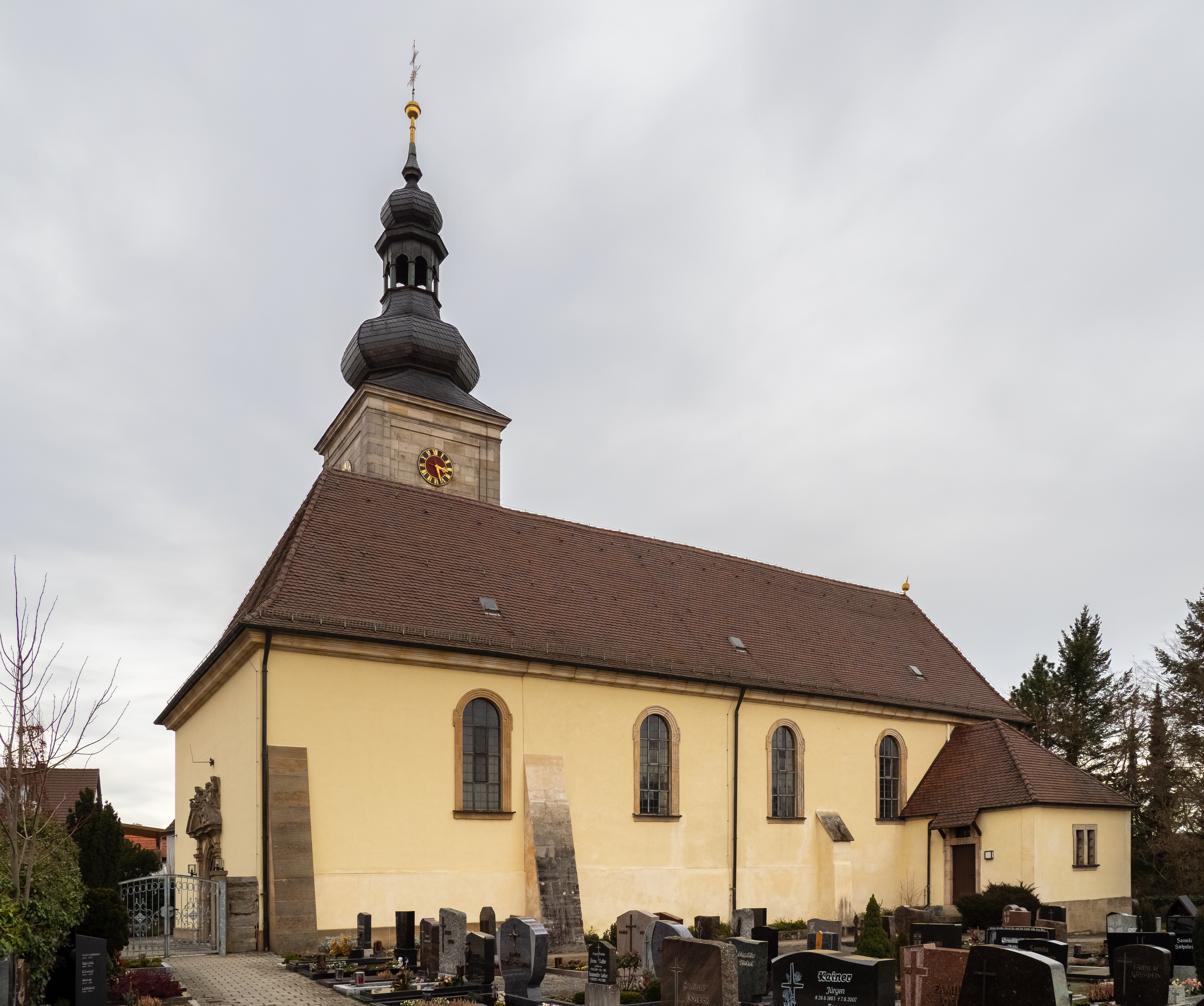
Heilig Dreikönig (Burk)

Die römisch-katholische Kirche Heilig Dreikönig ist ein denkmalgeschütztes Kirchengebäude in Burk, einem Gemeindeteil der Großen Kreisstadt Forchheim im Landkreis Forchheim (Oberfranken, Bayern). Das Bauwerk ist unter der Denkmalnummer D-4-74-126-336 als Baudenkmal in die Bayerische Denkmalliste eingetragen. Die Kirchengemeinde gehört zum Seelsorgebereich Forchheim im Dekanat Forchheim des Erzbistums Bamberg. Kirchenpatrone sind die Heiligen Drei Könige.

## Beschreibung
Das spätgotische Langhaus wurde ab 1728 umgebaut. Das Hauptportal ist mit einer Ädikula mit gesprengtem Giebel gerahmt, in dem sich ein Relief mit Maria mit dem Jesuskind und den drei Königen, die ihre Gaben bringen, befindet. 
An den bisherigen Bau wurde 1729 nach Osten der Chor mit einem 5/8-Schluss errichtet, der mit einem Stichkappengewölbe überspannt ist. 
Die Saalkirche wurde 1739 eingeweiht. Die Sakristei wurde 1801 nach Norden an den Chor angebaut. Das Gewölbe ist mit einem feinteiligen Stuckdekor in den Formen des Rokoko und mehreren Kartuschen und Medaillons ausgestattet, in denen Szenen aus der Legende der Heiligen Drei Könige erzählt werden.
Der 1901 errichtete neubarocke, dreigeschossige Kirchturm an der Nordseite des Langhauses ermöglichte auch den Zugang zu den Emporen. Sein oberstes Geschoss beherbergt die Turmuhr und den Glockenstuhl, in dem vier Kirchenglocken hängen. Bedeckt ist er mit einer Welschen Haube. 1973 wurde das Langhaus nach Westen verlängert. 
Das Altarretabel des Hochaltars zeigt die Heiligen Drei Könige, Maria mit dem Jesusknaben und Joseph von Nazareth. Es wurde von Johann Joseph Scheubel dem Älteren gemalt. Das der Orgelempore vorgeblendete dreiteilige Flachrelief zeigt den Stall von Bethlehem, die Heilige Familie und die Drei Könige mit ihrem Gefolge. Beichtstühle stehen im Chor und im Langhaus.
Die Orgel mit 18 Registern auf zwei Manualen und Pedal wurde 1962 von der Firma Eisenbarth errichtet.